# Hélène Hesters
Hélène Hesters (Gante, 3 de enero de 2005) es una deportista belga que compite en ciclismo en las modalidades de pista y ruta. Su hermano Jules compite en el mismo deporte.
Ganó una medalla de plata en el Campeonato Europeo de Ciclismo en Pista de 2025, en la prueba de eliminación.

## Medallero internacional
| Campeonato Europeo | Campeonato Europeo       | Campeonato Europeo | Campeonato Europeo |
| Año                | Lugar                    | Medalla            | Competición        |
| ------------------ | ------------------------ | ------------------ | ------------------ |
| 2025               | Heusden-Zolder (Bélgica) | Medalla de plata   | Eliminación        |